# N.O.R.E.
N.O.R.E. o Noreaga, pseudonimo di Victor James Santiago Jr. (New York, 6 settembre 1977), è un rapper statunitense.
È membro del gruppo C-N-N (Capone-N-Noreaga) insieme a Capone. Sua madre è afro-americana e suo padre è portoricano. Ha uno stile proprio, misto hip hop e reggaeton, tanto da essere legato anche alla casa discografica reggaeton di Jay-Z, Roc-La-Familia. N.O.R.E. ha fondato anche una propria casa discografica, la Thugged Out Militainment.
Ha collaborato con artisti come Fat Joe, Mobb Deep, Marley Marl, DJ Premier, Nas, Large Professor, Jadakiss, Kool G Rap, Pharrell Williams, Nina Sky, Busta Rhymes, Big Pun e i Trackmasters.

## Origini del nome
N.O.R.E. è un acronimo di Niggaz On (the) Run Eatin', come lui stesso ha spiegato. Il suo nome precedente, Noreaga, deriva dal generale panamense Manuel Noriega, arrestato per spaccio di droga. La sua etichetta, la Penalty Recordings, possiede il nome Noreaga che forzò N.O.R.E. a cambiare nome quando si unì alla Def Jam Records.

## Discografia

### Album con i C-N-N
- 1997 – The War Report
- 2000 – The Reunion
- 2009 – Channel 10
- 2010 – The War Report 2: Report the War
- 2015 – Lessons

### Album in studio
- 1998 – N.O.R.E. (come Noreaga)
- 1999 – Melvin Flynt – Da Hustler (come Noreaga)
- 2002 – God's Favorite
- 2006 – N.O.R.E. y la Familia...Ya Tú Sabe
- 2007 – Noreality
- 2013 – Student of the Game (come P.A.P.I.)

### Singoli
- 2004 – Oye mi canto